# Saulchoy-sous-Poix
Saulchoy-sous-Poix är en kommun i departementet Somme i regionen Hauts-de-France i norra Frankrike. Kommunen ligger i kantonen Poix-de-Picardie som tillhör arrondissementet Amiens. År 2022 hade Saulchoy-sous-Poix 79 invånare.

## Befolkningsutveckling
Antalet invånare i kommunen Saulchoy-sous-Poix
| Referens: INSEE |